# Y&T
Y&T (Yesterday & Today) és un grup de Hard rock format el 1974 a Califòrnia a la zona de l'East Bay. Durant els anys 70 van editar dos discos amb el segell London Records, i a continuació una sèrie d'àlbums amb A&M Records, Geffen Records, Avex Records, i altres segells. En conjunt han venut més de 4 milions de discos a tot el món.

## Biografia
Els membres original de Y&T són Dave Meniketti (veu i guitarra solista), Leonard Haze (bateria), Phil Kennemore (baix), i Joey Alves (guitarra rítmica). Haze fou reemplaçat per Jimmy DeGrasso el 1986, i Alves ho fou per Stef Burns el 1989. Amb aquesta formació gravaren l'àlbum Ten. El disc incloïa les balades "Don't Be Afraid Of The Dark", "Ten Lovers" i "Come In From The rain", i també peces més dures com ara "City" i la cançó més ràpida que han gravat mai: "Goin' Off The Deep End". Es dissolgueren oficialment el 1991, tot deixant l'àlbum en directe de comiat Yesterday & Today Live. Tanmateix, més endavant van reaparèixer en alguns concerts esporàdics fins que el 2001 es reuniren oficialment amb la formació següent: Meniketti, Kennemore, Burns i Haze. Més endavant Burns marxà a Huey Lewis & The News i fou substituït per [John Nymann], un antic amic de la banda que ja havia col·laborat tot fent veus en algunes gravacions de Y&T. El 2006 Haze fou convidat a abandonar el grup i fou substituït per Mike Vanderhule. Entre els grans èxits de Y&T podem destacar "Summertime Girls" (que assolí la posició 55a de la llista Billboard Hot 100 el 1985) i "Mean Streak". El disc de 1984 In Rock We Trust ha estat llur gravació més venuda, i arribà al lloc 46è del Billboard amb més 450,000 còpies venudes, és a dir, quasi un disc d'or. D'altra banda el disc Earthshaker és considerat el més heavy, i probablement el que conté llurs peces més reeixides, com ara "Rescue Me", "I Believe In You", "Hurricane" i "Squeeze".

## Discografia

### Discos d'estudi
- Yesterday & Today, 1976
- Struck Down, 1978
- Earthshaker, 1981, reeditat el 2006
- Black Tiger, 1982
- Mean Streak, 1983
- In Rock We Trust, 1984, reeditat el 2006
- Down for the Count, 1985
- Contagious, 1987
- Ten, 1990
- Musically Incorrect, 1995
- Endangered Species, 1997
- Unearthed Vol 1
- Unearthed Vol 2
- Facemelter, 2010

### Recopilatoris
- Best of '81-'85, 1990
- Anthology, 1992
- Ultimate Collection, 2001

### Discos en directe
- Open Fire (Live), 1985
- Yesterday & Today Live, 1991
- BBC In Concert: Live On The Friday Rock Show, 2000

### Vídeos
- Live at the San Francisco Civic, 1985
- Summertime Girls & All American Boys, 1987
- One Hot Night (Live), 2007
- I'm Coming Home, 2010